# Teteia (hipopótamo)
Tetéia foi uma hipopótamo fêmea do Parque Zoológico de São Paulo. Tendo chegado a São Paulo com 5 anos de idade em 1964 vinda de Córdoba, Argentina, era o animal mais antigo do zoológico. Foi sacrificada no dia 5 de agosto de 2011 após um declínio clínico que devido a sua idade avançada era irreversível. Entre as causas da debilidade de Tetéia estão câncer, sarcoma dos músculos e vasos sanguíneos com metástases no pulmão e coração, mas a hipopótamo também sofria de insuficiência renal crônica, anemia, artrose nas patas, problemas odontológicos e úlceras na língua e bochechas

## Histórico
Ao longo da sua vida em cativeiro, Tetéia teve dez filhotes, inclusive um casal de gêmeos, que é uma raridade na natureza. Sininho, a caçula de Tetéia, nascida quando Tetéia tinha 43 anos, assistiu a todo o processo de eutanásia de mãe, para que entendesse sua partida e reduzir os riscos de que parasse de se alimentar por conta da tristeza. Seus outros filhotes estão espalhados pelos zoológicos de Brasília, Goiânia, Americana, Leme e São José do Rio Preto.
Motivada pela morte de Tetéia, o Zoológico de São Paulo e o hospital A.C. Camargo iniciou em 2012 um projeto para montar um banco de tumores dos animais do parque. O câncer de Tetéia era raro, sendo o segundo registro no mundo da doença em hipopótamos.